# Carcinos

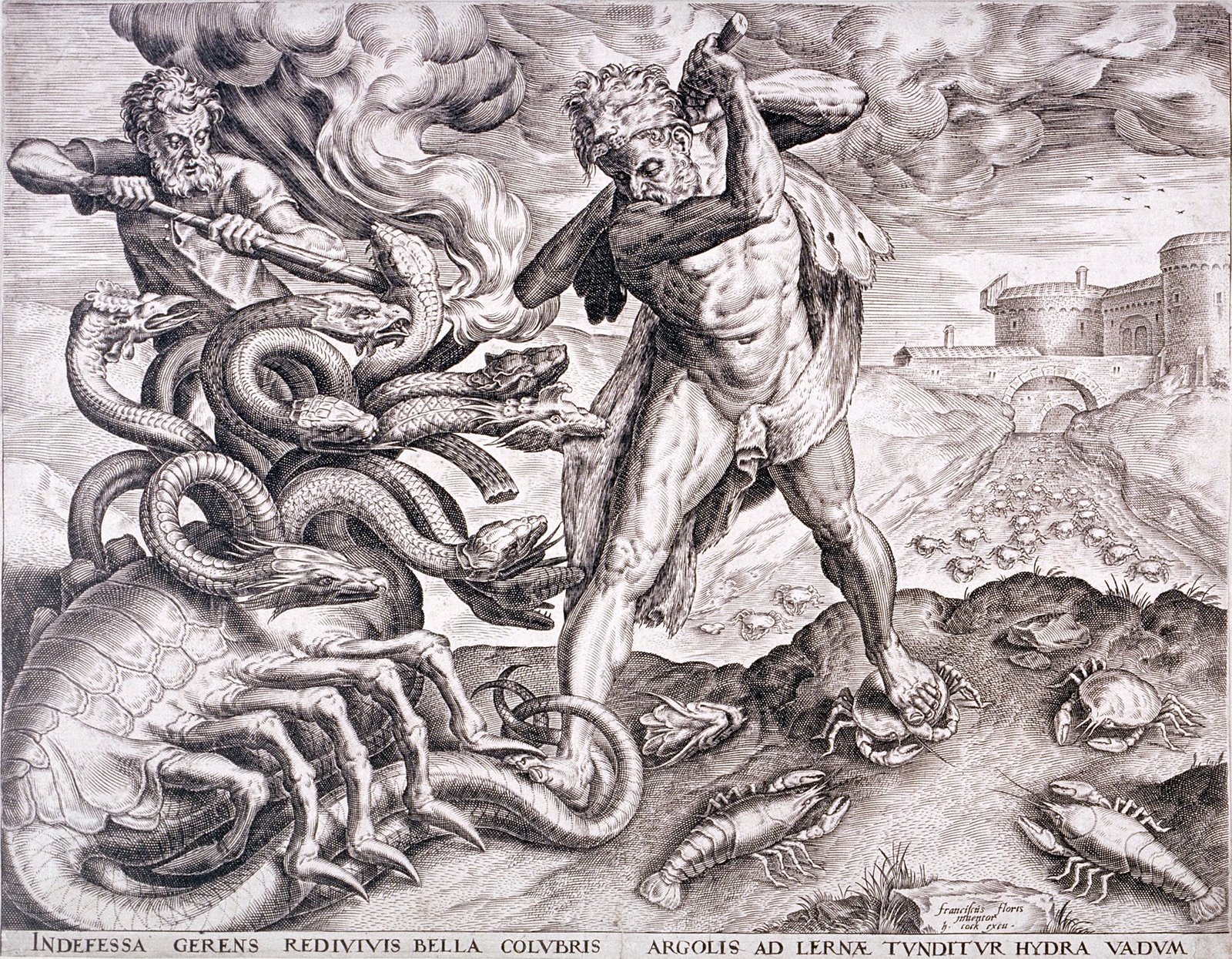
Gravura do segundo trabalho de Hércules (c.1565).

Carcino, em grego Karkínos (Καρκίνος) ou em latim Cancer é um gigantesco caranguejo pertencente a mitologia grega que aparece nos doze trabalhos de Hércules.

## Lenda
Segundo a lenda, ele foi enviado por Hera para enfrentar Hércules, mas acaba sendo derrotado. Apesar de sua participação na história não ter sido tão relevante, a deusa acaba recompensando o monstro levando-o aos céus e transformando a personagem na Constelação de Cancer.